# Odontelia arbusculae
Odontelia arbusculae là một loài bướm đêm trong họ Noctuidae.